# Saint-Lambert (Yvelines)
Saint-Lambert (auch: Saint-Lambert-des-Bois) ist eine französische Gemeinde mit 448 Einwohnern (Stand: 1. Januar 2022) im Département Yvelines in der Region Île-de-France. Sie gehört zum Arrondissement Rambouillet und zum Kanton Maurepas (bis 2015: Kanton Chevreuse). Die Einwohner werden Lambertinois genannt.

## Geographie
Die Gemeinde gehört zum Regionalen Naturpark Haute Vallée de Chevreuse. Saint-Lambert liegt etwa 27 Kilometer westsüdwestlich von Paris und wird umgeben von den Nachbargemeinden Magny-les-Hameaux im Norden und Nordosten, Milon-la-Chapelle im Osten und Südosten, Chevreuse im Süden und Südosten, Saint-Forget im Süden und Südwesten sowie Le Mesnil-Saint-Denis im Westen.

## Bevölkerungsentwicklung
| Jahr                      | 1962 | 1968 | 1975 | 1982 | 1990 | 1999 | 2006 | 2013 |
| Einwohner                 | 224  | 198  | 371  | 376  | 382  | 380  | 375  | 444  |
| Quelle: Cassini und INSEE |      |      |      |      |      |      |      |      |

## Sehenswürdigkeiten

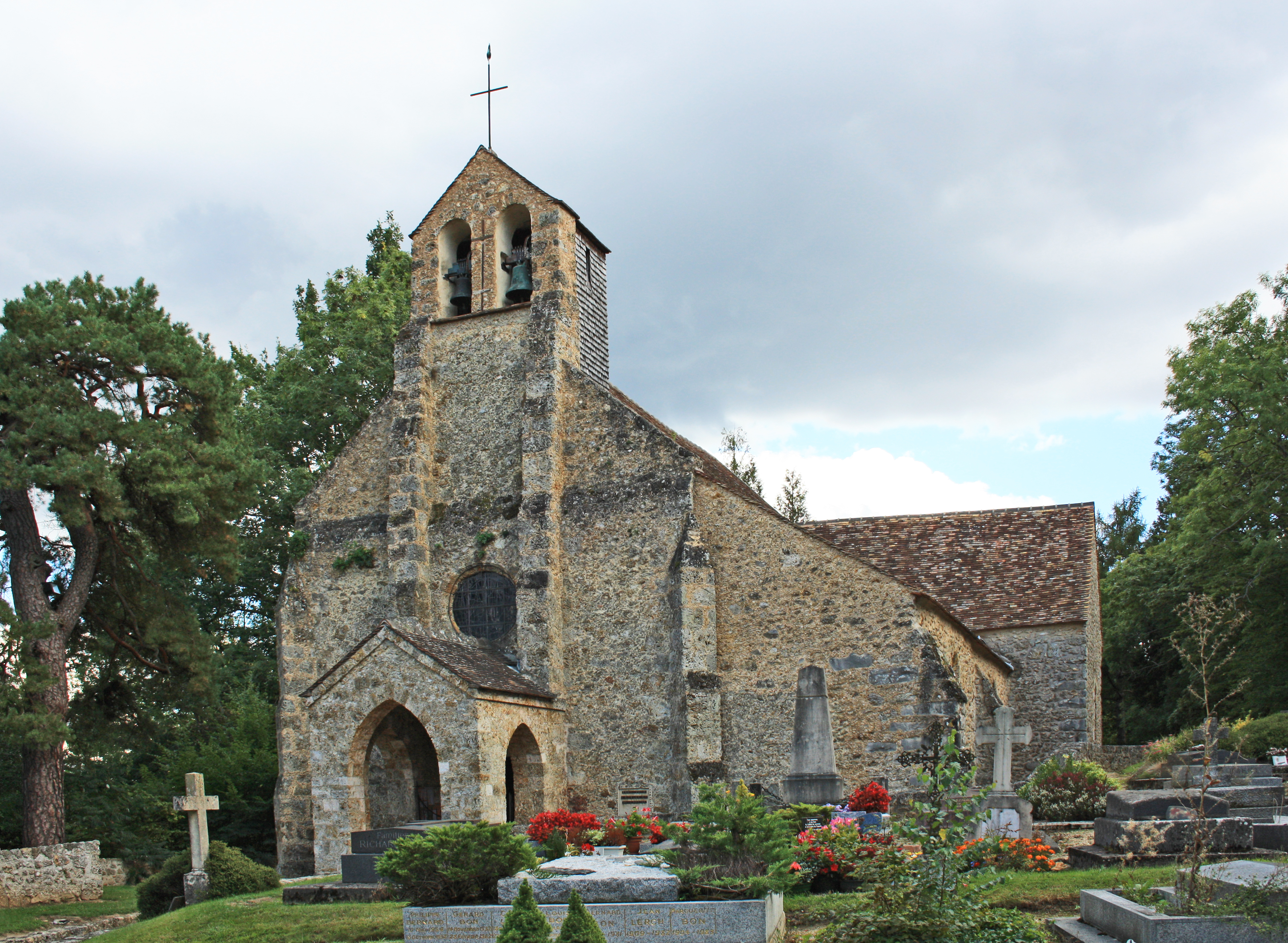
Kirche Saint-Lambert-Saint-Blaise

Siehe auch: Liste der Monuments historiques in Saint-Lambert (Yvelines)
- Kirche Saint-Lambert-Saint-Blaise
- Park Vaumurier